# Willy Thern

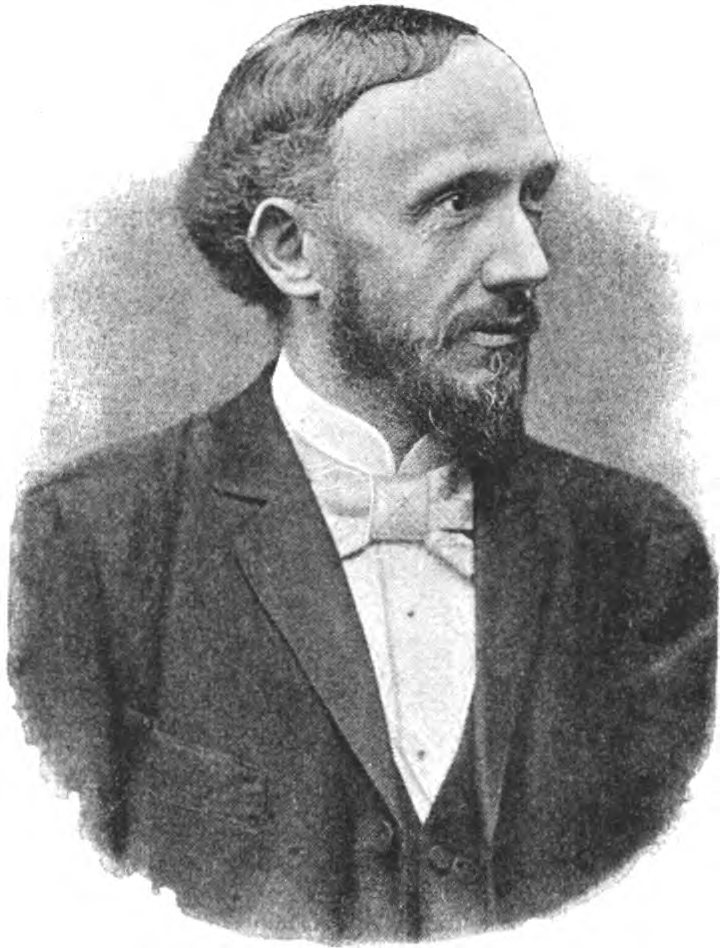
Willy Thern

Willy Thern (auch Johann Georg Wilhelm Thern, * 22. Juni 1847 in Budapest; † 7. April 1911 in Wien) war ein österreichisch-ungarischer Pianist und Musikpädagoge. Er war der Sohn des ungarischen Komponisten deutscher Familienabstammung Karl Thern.

## Leben und Werk
Willy Thern studierte zusammen mit seinem jüngeren Bruder Louis Thern zunächst bei seinem Vater. Erste Auftritte mit seinem Bruder Louis als Klavierduo erfolgten bereits 1854 in Pest. Ab 1864/1865 studierten beide am Konservatorium Leipzig  bei Carl Reinecke und Ignaz Moscheles. Sie absolvierten beide das Hauptfach Klavier und nahmen anschließend Unterricht bei Franz Liszt.
Ab 1866 wurden Willi und Louis Thern ein europaweit bekanntes Klavierduo. Sie waren jährlich in London und Liverpool zu hören, gingen auf ausgedehnte Tourneen in Belgien, den Niederlanden und in Deutschland. Sie spielten in Pariser Modesalons und befreundeten sich mit Persönlichkeiten wie Fürst Metternich, Gioachino Rossini und Hector Berlioz. Willy Thern zog 1880 nach Wien, wo er ab 1884 Klavier an der Horak’schen Musikschule unterrichtete. Willy Therns bekanntester Schüler war Erwin Schulhoff.
Zu ihrem Repertoire gehörten neben Bach, Mozart und Beethoven auch Werke von Franz Liszt, der oft ihre Konzerte besuchte und sogar mit ihnen auftrat.
Die Pianistenbrüder arrangierten auch Klaviermusik für vier Hände, darunter:
- das erste und dritte Klavierkonzert von Ludwig van Beethoven.
- 15 Streichquartette, ein Satz aus einem Klaviertrio und mehrere Sinfonien von Joseph Haydn.
- drei Klavierquartette, zwei Streichquintette und das Oktett in Es-Dur op. 20 von Felix Mendelssohn Bartholdy.

Franz Liszt widmete seine vierhändige Transkription von vier Klaviermärschen von Franz Schubert Willi und Louis Thern.